# Rellotge de sol de Ca n'Homs
El Rellotge de sol de Ca n'Homs és una obra de Dosrius (Maresme).

## Descripció
Rellotge de sol circular pintat dins d'un marc rectangular, amb el coronament semicircular a mode de timpà. És del tipus vertical declinant i està pintat al bell mig de la façana principal. Presenta una orientació sud-est, amb un gnòmon de vareta i la numeració aràbiga. Les marques horàries indiquen les hores i les mitges hores en cicles de 12 hores, de les 5 del matí a les 5 de la tarda, amb la línia de les 12 en vertical. El timpà està decorat amb uns radis concèntrics de color daurat i el marc rectangular amb una sanefa i doble línia daurada i grana.